# Млодецкий, Константин Станиславович
Константин Станиславович Млодецкий (1907 — 1968, Донецк, Украинская ССР) — начальник шахты № 5-бис «Трудовская» треста «Сталинуголь» Министерства угольной промышленности Украинской ССР, Сталинская область. Герой Социалистического Труда (1957).

## Биография
Родился в 1907 году в одном из населённых пунктов современной Днепропетровский области. В довоенное время трудился шахтёром на различных шахтах Донбасса. После окончания Донецкого горного техникума был назначен начальником шахты. После освобождения Донбасса от оккупации осенью 1943 года восстанавливал разрушенные шахты, затем возглавлял шахту № 5-бис «Трудовская» треста «Сталинуголь».
На протяжении нескольких лет горняки шахты под его руководством показывали высокие трудовые результаты. Шахта ежегодно перевыполняла план по добыче угля. Коллектив шахты досрочно выполнил коллективное социалистическое обязательство и плановые задания Пятой пятилетки (1951—1955) и первого года Шестой пятилетки (1956—1960). Указом Президиума Верховного Совета СССР от 26 апреля 1957 года удостоен звания Героя Социалистического Труда за «выдающиеся успехи, достигнутые в деле развития угольной промышленности в годы пятой пятилетки и в 1956 году» с вручением ордена Ленина и золотой медали «Серп и Молот» (№ 7664).
После выхода на пенсию проживал в Донецке. Умер в 1968 году. Похоронен на Мушкетовском кладбище в Донецке.
Награды
- Герой Социалистического Труда
- Орден Ленина
- Орден Трудового Красного Знамени (16.09.1952)